# Miss USA 2012
Miss USA 2012, 61e élection de Miss USA, elle a eu lieu en juin 2012.
Alyssa Campanella, Miss Californie 2011 et Miss Usa 2011, ont couronné la nouvelle Miss USA
L’élection a été retransmise dans plus de 20 pays
Le titre de Miss USA 2012 est revenu à Miss Maryland, Nana Meriwether

## Résultats
| Résultats finals | Candidates |
| ---------------- | --- |
| Miss USA 2012    | Maryland - Nana Meriwether |
| 1re dauphine     | Rhode Island - Olivia Culpo (miss univers 2012) |
| 2e dauphine      | Ohio - Audrey Bolte |
| 3e dauphine      | Nevada - Jade Kelsall |
| 4e dauphine      | Géorgie - Jazz Wilkins |
| Top 10           | Alabama - Katherine Webb Colorado - Marybel Gonzalez New Jersey - Michelle Leonardo Oklahoma - Lauren Lundeen Texas - Brittany Booker                         |
| Top 16           | Arkansas - Kelsey Dow ‡ Louisiane - Erin Edmiston Maine - Rani Williamson Michigan - Kristen Danyal Caroline du Sud - Erika Powell Tennessee - Jessica Hibler |

### Prix spéciaux
- Miss Sympathie:  Iowa  - Rebecca Hodge
- Miss Photogénie:  Oregon  - Alaina Bergsma

## Les participantes
| Pays                 | Candidate             | Age    | Taille | Ville              |
| -------------------- | --------------------- | ------ | ------ | ------------------ |
| Alabama              | Katherine Webb        | 22 ans | 1,77 m | Phenix City        |
| Alaska               | Jessica Kazmierczak   | 21 ans | 1,75 m | Salcha             |
| Arizona              | Erika Frantzve        | 23 ans | 1,72 m | Scottsdale         |
| Arkansas             | Kelsey Dow            | 22 ans | 1,70 m | Jonesboro          |
| Californie           | Natalie Pack          | 22 ans | 1,80 m | Los Angeles        |
| Caroline du Nord     | Sydney Perry          | 21 ans | 1,70 m | Wilmington         |
| Caroline du Sud      | Erika Powell          | 26 ans | 1,70 m | Easley             |
| Colorado             | Marybel Gonzalez      | 20 ans | 1,65 m | Denver             |
| Connecticut          | Marie Lynn Piscitelli | 26 ans | 1,67 m | North Haven        |
| Dakota du Nord       | Jaci Stofferahn       | 22 ans | 1,70 m | Fargo              |
| Dakota du Sud        | Taylor Neisen         | 20 ans | 1,75 m | Rapid City         |
| Delaware             | Krista Clausen        | 18 ans | 1,70 m | Georgetown         |
| District of Columbia | Monique Tompkins      | 18 ans | 1,70 m | Washington         |
| Floride              | Karina Brez           | 24 ans | 1,72 m | Wellington         |
| Géorgie              | Jasmyn Wilkins        | 21 ans | 1,77 m | Duluth             |
| Hawaï                | Brandie Cazimero      | 26 ans | 1,75 m | Kaneohe            |
| Idaho                | Erna Palic            | 24 ans | 1,70 m | Boise              |
| Illinois             | Ashley Hooks          | 25 ans | 1,72 m | Flossmoor          |
| Indiana              | Megan Myrehn          | 21 ans | 1,70 m | Carmel             |
| Iowa                 | Rebecca Hodge         | 22 ans | 1,65 m | Iowa City          |
| Kansas               | Gentry Miller         | 23 ans | 1,65 m | Kansas City        |
| Kentucky             | Amanda Mertz          | 25 ans | 1,67 m | Louisville         |
| Louisiane            | Erin Edminston        | 21 ans | 1,70 m | Lafayette          |
| Maine                | Rani Williamson       | 25 ans | 1,67 m | Portland           |
| Maryland             | Nana Meriwether       | 26 ans | 1,82 m | Potomac            |
| Massachusetts        | Natalie Pietrzak      | 25 ans | 1,75 m | Somerville         |
| Michigan             | Kristen Danyal        | 21 ans | 1,70 m | Sterling Heights   |
| Minnesota            | Nitaya Panemalaythong | 26 ans | 1,72 m | Minneapolis        |
| Mississippi          | Myverick Garcia       | 21 ans | 1,62 m | Hattiesburg        |
| Missouri             | Katie Kearney         | 23 ans | 1,75 m | Saint-Louis        |
| Montana              | Autumn Muller         | 25 ans | 1,73 m | Harlowton          |
| Nebraska             | Amy Spilker           | 21 ans | 1,75 m | Malcolm            |
| Nevada               | Jade Kelsall          | 23 ans | 1,75 m | Las Vegas          |
| New Hampshire        | Ryanne Harms          | 19 ans | 1,70 m | Rochester          |
| New Jersey           | Michelle Leonardo     | 20 ans | 1,70 m | Tinton Falls       |
| New York             | Johanna Sambucini     | 24 ans | 1,70 m | Washington Heights |
| Nouveau-Mexique      | Jessica Martin        | 21 ans | 1,67 m | Las Cruces         |
| Ohio                 | Audrey Bolte          | 22 ans | 1,75 m | Batavia            |
| Oklahoma             | Lauren Lundeen        | 23 ans | 1,75 m | Edmond             |
| Oregon               | Alaina Bergsma        | 21 ans | 1,90 m | Eugene             |
| Pennsylvanie         | Sheena Monnin         | 26 ans | 1,73 m | Pittsburgh         |
| Rhode Island         | Olivia Culpo          | 20 ans | 1,65 m | Cranston           |
| Tennessee            | Jessica Hibler        | 22 ans | 1,67 m | Brentwood          |
| Texas                | Britanny Booker       | 20 ans | 1,80 m | Friendswood        |
| Utah                 | Kendyl Bell           | 24 ans | 1,72 m | Sandy              |
| Vermont              | Jamie Dragon          | 25 ans | 1,72 m | Milton             |
| Virginie             | Catherine Muldoon     | 26 ans | 1,70 m | Virginia Beach     |
| Washington           | Christina Clarke      | 22 ans | 1,67 m | Seattle            |
| Virginie-Occidentale | Andrea Roger          | 24 ans | 1,78 m | Martinsburg        |
| Wisconsin            | Emily Guerin          | 22 ans | 1,67 m | Monroe             |
| Wyoming              | Holly Allen           | 24 ans | 1,72 m | Lander             |

## Ordre d'annonce des finalistes
| 1. Tennessee 2. Alabama 3. Ohio 4. Michigan 5. Maryland 6. New Jersey 7. Texas 8. Colorado 9. Oklahoma 10. Louisiane 11. Maine 12. Géorgie 13. Caroline du Sud 14. Rhode Island 15. Nevada 16. Arkansas | 1. Alabama 2. Oklahoma 3. Ohio 4. Géorgie 5. Texas 6. Colorado 7. New Jersey 8. Maryland 9. Rhode Island 10. Nevada 1. Géorgie 2. Nevada 3. Rhode Island 4. Maryland 5. Ohio |